# Catharine Parr Traill
Pour les articles homonymes, voir Traill.
Catharine Parr Traill, née Catharine Parr Strickland le 9 janvier 1802 à Rotherhithe (Londres), et décédée le 29 août 1899 à Lakefield (Ontario), est une pionnière, femme de lettres, naturaliste et professeur canadienne. 

## Publications
- (en) The Tell-Tale: An Original Collection of Moral and Amusing Stories, 1818, recueil de nouvelles
- (en) Disobedience or, Mind What Mamma Says, James Woodhouse, 1819
- (en) Reformation or, The Cousins, James Woodhouse, 1819
- (en) Little Downy or, The History of a Field Mouse: A Moral Tale, Dean and Munday, 1822
- (en) Prejudice Reproved or, The History of the Negro Toy-seller, Harvey and Darton, 1826
- (en) The Young Emigrants or, Pictures of Life in Canada, Calculated to Amuse and Instruct the Minds of Youth, Harvey and Darton, 1826
- (en) The Juvenile Forget-Me-Not or, Cabinet of Entertainment and Instruction, N. Hailes, 1827
- (en) The Keepsake Guineas or, The Best Use of Money, Newman, 1828
- (en) Sketches from Nature or, Hints to Juvenile Naturalists, Harvey and Darton, 1830
- (en) Sketchbook of a Young Naturalist or, Hints to the Students of Nature, Harvey and Darton, 1831
- (en) The Backwoods of Canada; Being Letters from the Wife of an Emigrant Officer, Illustrative of the Domestic Economy of British America, Charles Knight, 1836
- (en) The Canadian Crusoes: A Tale of the Rice Lake Plains, Hall and Virtue, 1852
- (en) The Female Emigrant's Guide, and Hints on Canadian Housekeeping, Maclear, 1854
- (en) Lady Mary and Her Nurse or, A Peep into the Canadian Forest, Hall and Virtue, 1856
- (en) Canadian Wild Flowers, John Lovell, 1868
- (en) Studies of Plant Life in Canada or, Gleanings from Forest, Lake and Plain, A. S. Woodburn, 1885
- (en) Pearls and Pebbles or, Notes of an Old Naturalist, Briggs, 1894
- (en) Cot and Cradle Stories, Briggs, 1895